# Charlotte Nielsen-Mann
Charlotte Nielsen-Mann (* 22. Februar 1958) ist eine ehemalige dänische Fußballspielerin.

## Karriere

### Vereine
Nielsen-Mann spielte im Seniorinnenbereich ausschließlich für den in Aarhus in der gleichnamigen Kommune Aarhus ansässigen Hjortshøj-Egaa Idrætsforening Fußball. Während ihrer Zugehörigkeit kam sie in der unter den Namen Elite Division seinerzeit höchsten Spielklasse zu Punktspielen. Mit der Mannschaft gewann sie zwei Meisterschaften. 

### Nationalmannschaft
Nielsen-Mann bestritt als Nationalspielerin für die DBU in einem Zeitraum von zwölf Jahren (außer in den Jahren 1977, 1978, 1979) 28 Länderspiele. Sie nahm sechsmal am Turnier um die Nordische Meisterschaft teil, von denen sie mit ihrer Mannschaft die ersten drei und das neunte, zugleich letztmalig ausgetragene gewann.
Sie debütierte am 27. Juli 1974 in Markusböle im ersten Spiel der Turnierpremiere um die Nordische Meisterschaft beim 1:0-Sieg über die Nationalmannschaft Schwedens 90 Minuten lang. Auch im zweiten Spiel, vier Tage später in Mariehamn, beim 5:0-Sieg über die Nationalmannschaft Finnlands wurde sie berücksichtigt. Im Folgejahr gewann sie mit ihrer Mannschaft nach erneut zwei Siegen ohne Gegentor erneut das Turnier. In diesem gelangen ihr im ersten, am 26. Juli 1975 in Vejen, beim 9:0-Sieg über die Nationalmannschaft Finnlands mit dem Treffern zum 2:0 und 6:0 in der 20. und 40. Minute ihre ersten beiden Länderspieltore. Als sie mit der Mannschaft im Juli 1976 zum dritten Mal das Turnier gewann, gelang das mit zwei 1:0-Siegen (vs. Schweden und Finnland) äußerst minimalistisch und erneut ohne Gegentor(e).
Erst am 10. Mai 1980 wurde sie erneut in den Kader der Nationalmannschaft berufen und wirkte beim 2:0-Sieg über die Nationalmannschaft Frankreichs in Forbach, in ihrem ersten von insgesamt fünf Freundschaftsspielen, mit. Zwei bzw. drei Turnierspiele um die Nordische Meisterschaft beendeten bzw. eröffneten ihr persönliches Spieljahr 1980 bzw. 1981. Sie bestritt zudem zwei Länderspiele in Japan bei der Teilnahme ihrer Mannschaft an einem internationalen Turnier (1:1 vs. Italien, am 6. September 1981 in Kōbe und 1:0 vs. England, am 9. September 1981 in Tokio).
Zu den jeweils zwei bereits bestrittenen Turnier- (16. und 18. Juli) und Freundschaftsspielen (16. Mai und 18. September 1982) kam sie am 13. Oktober und am 6. November das erste Mal in zwei Spielen der EM-Qualifikationsgruppe 4 (1:2 vs. Niederlande, 1:0 vs. Belgien – in diesem Siegtorschützin) zum Einsatz. Mit einem weiteren EM-Qualifikationsspiel am 30. April 1983 beim 1:1-Unentschieden gegen die Nationalmannschaft Deutschlands in Delmenhorst, dem späteren Gruppensieg ihrer Mannschaft und der Qualifikation für die EM-Finalrunde 1984 sowie einem am 10. August 1983 in Mellerud mit 1:2 gegen die Nationalmannschaft Schwedens verlorenen Freundschaftsspiel endeten ihre einzigen beiden Länderspiele im Spieljahr 1983. Im Spieljahr 1984 wurde sie in drei von nur fünf Länderspielen eingesetzt, darunter das in Hin- und Rückspiel ausgetragene EM-Halbfinale, das die Nationalmannschaft aus England mit 2:1 und 1:0 für sich entschied und ins Finale einzog. Für die angestrebte Teilnahme an der nächsten Europameisterschaft kam sie nochmals in (den ersten) drei Spielen der EM-Qualifikationsgruppe 1 (1:1 vs. Finnland, 3:0 vs. Deutschland, 2:0 vs. Finnland; zugleich ihr letztes Länderspiel) zum Einsatz, unterbrochen von einem am 17. April 1985 in Dublin gegen die Nationalmannschaft Irlands ausgetragenen und mit 4:0 gewonnenen Freundschaftsspiel.

## Erfolge
Nationalmannschaft
- Nordischer Meister 1974, 1975, 1976, 1982

HEI Aarhus
- Dänischer Meister 1982, 1984